# Bulbophyllum striatellum
Bulbophyllum striatellum là một loài phong lan thuộc chi Bulbophyllum.